# Theophil Wurm
Theophil Wurm (Basilea, 7 dicembre 1868 – Stoccarda, 28 gennaio 1953) è stato un vescovo luterano tedesco.

## Biografia
Wurm, figlio di un pastore, fu molto attivo in politica; fu membro del Partito sociale cristiano prima della prima guerra mondiale e, successivamente, del Partito dei cittadini. Ebbe un seggio al Parlamento dello Stato di Württemberg (in tedesco Landtag) fino al 1920.
Da giovane, Wurm è stato un cappellano del carcere, diventando poi parroco quando aveva 45 anni. Progredì nella gerarchia ecclesiastica e divenne Landesbischof (vescovo) della Chiesa evangelica luterana a Württemberg nel 1933. Come molti uomini di chiesa, inizialmente favorì il regime nazista, cambiando tuttavia presto idea.
Nel settembre 1934, Wurm venne deposto dal suo vescovado da Ludwig Müller per le sue opinioni sulla politica della chiesa, inclusa la dichiarazione di Barmen, e venne messo agli arresti domiciliari due volte. Queste misure estreme vennero poi revocate da Adolf Hitler sulla scia delle proteste e con la revoca del potere di Müller.
Wurm lasciò il cristianesimo tedesco, allineandosi con la Chiesa confessante e frequentando i suoi sinodi, senza tuttavia sostenere le politiche più estreme della chiesa. Tuttavia, egli non era politicamente apatico; infatti fece numerosi reclami al partito nazista. Dopo l'inizio della guerra, protestò con gli omicidi di pazienti psichiatrici, nell'ambito del programma eutanasia. Questo gli valse un bando, nel 1944, che non gli consentì di parlare in pubblico e di scrivere.
Ha partecipato ai movimenti di resistenza, presieduti da Carl Friedrich Goerdeler e Ludwig Beck. Venne ammirato dai suoi colleghi ecclesiastici e nel 1945 (in accordo con le iniziative di denazificazione degli alleati) venne eletto presidente del nuovo Consiglio della Chiesa protestante in Germania.
Fu uno dei firmatari della dichiarazione di colpevolezza di Stoccarda.
Muore a Stoccarda il 28 gennaio 1953, all'età di 84 anni.